# Running Scared (película de 2006)
Running Scared (La prueba del crimen en España) es una película de 2005 escrita y dirigida por Wayne Kramer y lanzada por Media 8 Entertainment . La película es protagonizada por Paul Walker, Cameron Bright, Vera Farmiga, Chazz Palminteri, Alex Neuberger y Johnny Messner.
Fue lanzada en Estados Unidos el 24 de febrero de 2006. Recibió críticas mixtas.

## Sinopsis
Joey Gazelle (Paul Walker) es un sicario padre de familia de la banda italiana de los perello que participa en la muerte de algunos policías corruptos. Solo que, en vez de tirar el arma del crimen al río, decíde guardarla en el sótano de su casa. Nicky (Alex Neuberger), su hijo de 10 años, y su amigo Oleg (Cameron Bright) lo ven escondiendo el arma. Cuando Oleg ve a su padrastro Anzor (Karel Roden) golpeando a su madre, Mila (Ivana Miličević), Oleg no lo piensa dos veces: roba el arma y hiere al padrastro. Solo que Anzor es sobrino de un mafioso ruso psicótico, que desea a todo costo descubrir quien hirió a un integrante de la familia. De esta forma luego los Perello, la mafia rusa y la policía están atrás de Joey, que necesita recuperar el arma lo antes posible. 
Mientras tanto la esposa de Joey, Teresa (Vera Farmiga) trata de rescatar a los niños de unos secuestradores: los Hansel, una pareja adinerada pedófila (Bruce Altman) y (Elizabeth Mitchell), que los quiere utilizar para satisfacer sus bajas pasiones.

## Elenco
- Paul Walker como Joey Gazelle.
- Cameron Bright como Oleg Yugorsky.
- Vera Farmiga como Teresa Gazelle.
- Alex Neuberger como Nick "Nicky" Gazelle.
- Ivana Miličević como Mila Yugorsky.
- Johnny Messner como Tommy "Tombs" Perello.
- Chazz Palminteri como Rydell.
- Michael Cudlitz como Sal "Gummy Bear" Franzone.
- Bruce Altman y Elizabeth Mitchell como Dez y Edele Hansel.
- Arthur J. Nascarella como Frankie Perello.
- Karel Roden como Anzor Yugorsky.
- John Noble como Ivan Yugorsky.
- David Warshofsky como Lester.[1]
- Idalis DeLeon como Divina.